# ニコライ・デニン
ニコライ・ヴァシリエヴィチ・デニン（ロシア語: Николай Васильевич Денин、ラテン文字表記の例：Nikolai Vasilievich Denin、1958年5月15日 - ）は、ロシアの政治家。2004年から2014年までブリャンスク州知事を務めた。統一ロシア所属。
2003年ロシア下院選挙で統一ロシアからブリャンスク州東部選挙区から選出される。2004年ブリャンスク州知事選挙でユーリ・ロドキン州知事が裁判所の決定で選挙から排除されたこともあり知事選に大勝した。